# Nazionale maschile di pallacanestro della Turchia
La nazionale maschile di pallacanestro della Turchia (Türkiye Millî Basketbol Takımı) rappresenta la Turchia nelle competizioni internazionali maschili di pallacanestro. È gestita dalla Türkiye Basketbol Federasyonu, la federazione turca di pallacanestro, ed è affiliata alla FIBA dal 1936.
Ha vinto due argenti in competizioni internazionali, uno ai mondiali del 2010 ed uno agli europei del 2001.
La nazionale è soprannominata "12 Dev Adam", che in turco vuol dire "12 giganti".

## Storia
Pur se rappresenta uno Stato con territorio in entrambi i continenti di Europa ed Asia, la nazionale della mezzaluna, a partire dal 1936, anno della sua affiliazione alla FIBA, è sempre appartenuta alla sezione della FIBA Europe. La pallacanestro pur essendo uno sport popolare in Turchia non ha raggiunto grandi risultati fino alla fine degli anni novanta quando l'Efes Pilsen ha vinto la coppa Korac. La crescita costante ha portato anche la nazionale ad affermarsi come una delle migliori squadre europee e diversi giocatori sono approdati nella NBA. Ha raggiunto il suo miglior risultato conquistando la medaglia d'argento nei Mondiali 2010 ospitati nella sua nazione, in cui ha vinto tutte le partite fino alla finale persa per 81-64 contro i fortissimi Stati Uniti. Sempre in casa nel 2001 aveva conquistato un argento ai campionati europei.

## Piazzamenti
Olimpiadi
- 1936 - 21°
- 1952 - 22°

Mondiali
- 2002 - 9º
- 2006 - 6º
- 2010 -  2º
- 2014 - 8º
- 2019 - 22º

Europei
- 1949 - 4°
- 1951 - 6°
- 1955 - 11°
- 1957 - 9°
- 1959 - 12°
- 1961 - 10°
- 1963 - 15°
- 1971 - 12°
- 1973 - 8°
- 1975 - 9°
- 1981 - 11°
- 1993 - 11°
- 1995 - 13°
- 1997 - 8°
- 1999 - 8°
- 2001 -  2°
- 2003 - 12°
- 2005 - 9°
- 2007 - 11°
- 2009 - 8°
- 2011 - 11°
- 2013 - 17°
- 2015 - 9°
- 2017 - 14°
- 2022 - 10°

Mediterranei
- 1951 - 6°
- 1955 - ?
- 1959 - 5°
- 1963 - ?
- 1967 -  3°
- 1971 -  2°
- 1979 - 4°
- 1983 -  3°
- 1987 -  1°
- 1991 - 4°
- 1993 - 8°
- 1997 - 7°
- 2001 - 6°
- 2005 - 4°
- 2009 -  3°
- 2013 -  1°

Campionati balcanici
- 1960 - 4°
- 1961 - 4°
- 1962 -  2°
- 1963 - 5°
- 1964 - 5°
- 1965 -  3°
- 1966 - 5°
- 1967 - 5°
- 1968 -  3°
- 1969 - 5°
- 1971 -  3°
- 1972 - 5°
- 1973 - 4°
- 1977 - 5°
- 1978 - 5°
- 1979 -  3°
- 1980 - 5°
- 1981 -  1°
- 1982 -  2°
- 1983 -  3°
- 1985 -  2°
- 1988 -  3°
- 1990 - 5°

Altre Manifestazioni
- Torneo Supercup: 1

2018

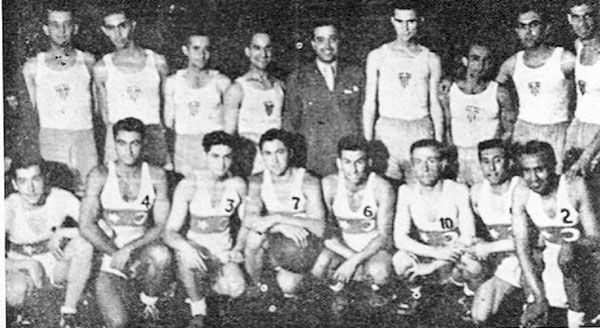
Turchia e Grecia agli Europei del 1936
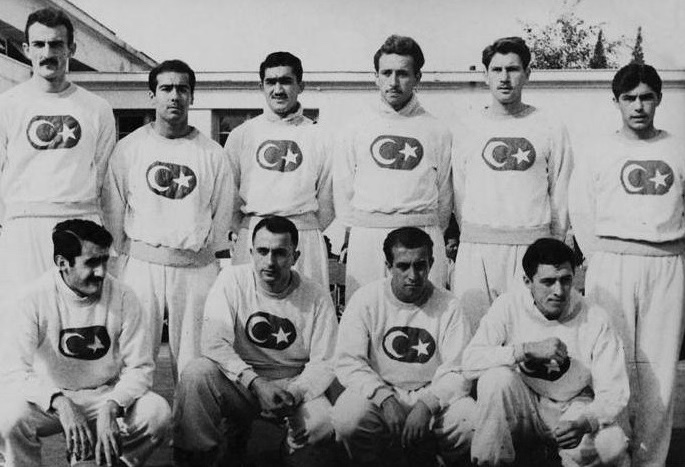
La Nazionale turca nel periodo 1946-1947
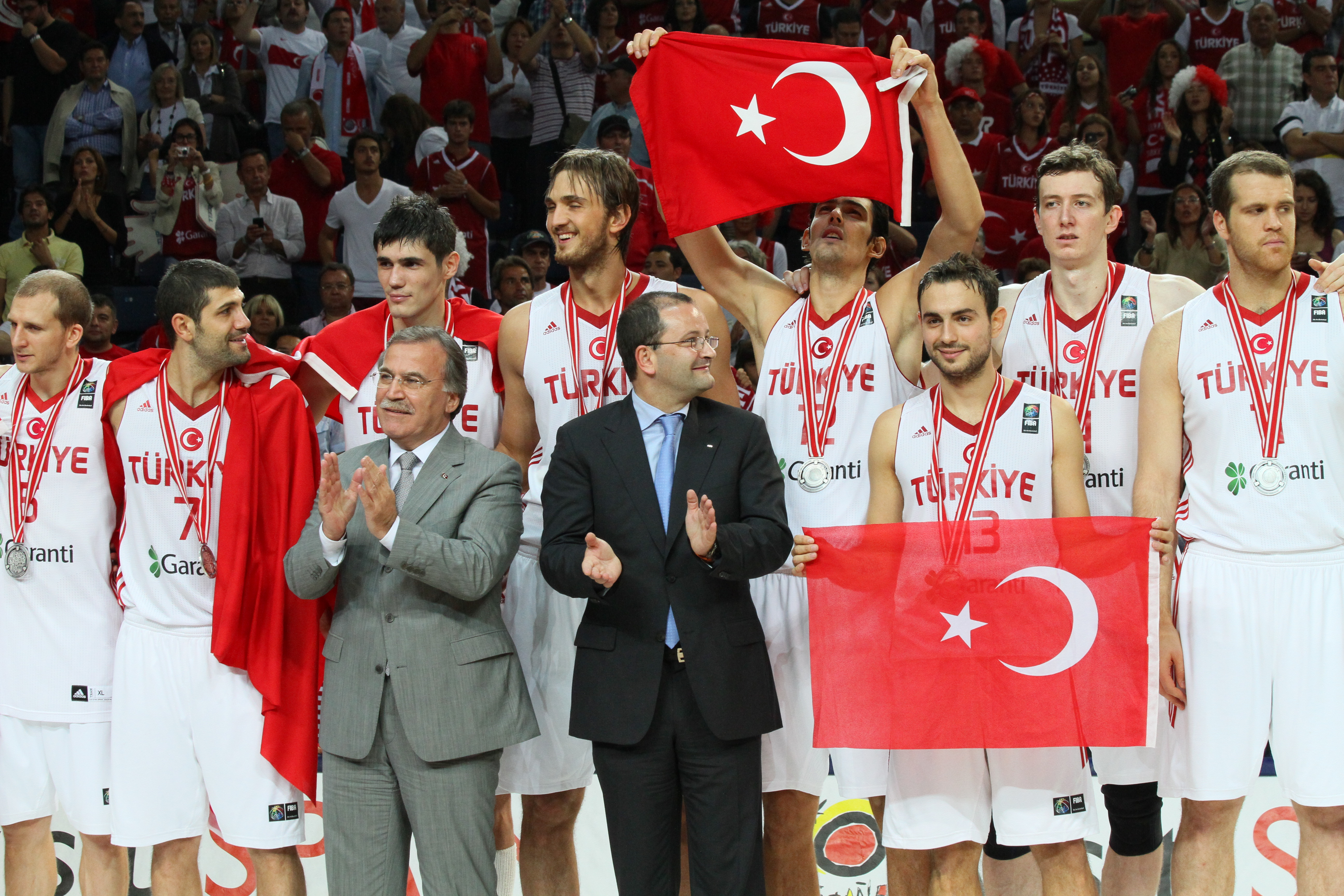
I festeggiamenti per l'argento ai mondiali del 2010

## Formazioni

### Olimpiadi
Pallacanestro ai Giochi della XI OlimpiadeAlemdar, Arsebük, Ertuğ, Habib, Moran, Penso, Sakalak, Usuoğlu, Ocak, Semerciyan, All. Rupen Semerciyan
Pallacanestro ai Giochi della XV Olimpiade3 Gündüz, 4 Granit, 5 Seldüz, 6 Tezol, 7 Uras, 9 Gülçelik, 10 Yalım, 11 Partener, 12 Dinçer, 14 Diyarbakırlı, 15 Ülmen, 16 Alkan,        All. Elliott Van Zandt

### Mondiali
Campionato mondiale maschile di pallacanestro 20024 Tunçeri, 5 Türkoğlu, 6 Türkcan, 7 Köseoğlu, 8 Pars, 9 Erdenay, 10 Kutluay, 11 Peker, 12 Beşok, 13 Okur, 14 Yıldırım, 15 Onan,        All. Aydın Örs
Campionato mondiale maschile di pallacanestro 20064 Akyol, 5 Kuqo, 6 Atsür, 7 Arslan, 8 İlyasova, 9 Erdoğan, 10 Kutluay, 11 Solak, 12 Gönlüm, 13 Erden, 14 Peker, 15 Demirel,        All. Bogdan Tanjević
Campionato mondiale maschile di pallacanestro 20104 Akyol, 5 Güler, 6 Ermiş, 7 Onan, 8 İlyasova, 9 Erden, 10 Tunçeri, 11 Savaş, 12 Gönlüm, 13 Arslan, 14 Aşık, 15 Türkoğlu,        All. Bogdan Tanjević
Campionato mondiale maschile di pallacanestro 20144 Osman, 5 Güler, 6 Ermiş, 7 Akyol, 8 Hersek, 9 Preldžič, 10 Tunçeri, 11 Savaş, 12 Gönlüm, 13 Arslan, 14 Aşık, 15 Aldemir,        All. Ergin Ataman
Campionato mondiale maschile di pallacanestro 20191 Wilbekin, 4 Balbay, 5 Birsen, 6 Osman, 8 İlyasova, 9 Erden, 10 Mahmutoğlu, 11 Arar, 19 Tuncer, 21 Şanlı, 22 Korkmaz, 24 Arslan,        All. Ufuk Sarıca

### Europei
Campionato europeo maschile di pallacanestro 19493 Barokas, 4 Seldüz, 5 T. Tankut, 6 H. Tankut, 7 Öztürk, 8 Habib, 9 Tekeli, 10 Uras, 11 Partener, 12 Koray, 13 Yalım, 14 Göreç, 15 Benazus,        All. -
Campionato europeo maschile di pallacanestro 19513 Gündüz, 4 Granit, 5 Seldüz, 6 Demir, 7 Uras, 8 Sevin, 9 Gülçelik, 10 Barokas, 11 Partener, 12 E. Göreç, 13 Yalım, 14 Diyarbakırlı,        All. Samim Göreç
Campionato europeo maschile di pallacanestro 19553 Böke, 4 Granit, 5 Tanık, 6 Tezol, 7 Erim, 8 Okaya, 9 Gülçelik, 10 Yalım, 11 Karabelen, 12 Dinçer, 13 Erimer, 14 Ertan, 15 Türkoğlu, 16 Alkan,        All. Samim Göreç
Campionato europeo maschile di pallacanestro 19573 Gündüz, 4 Granit, 5 Girgin, 6 Tezol, 7 Erim, 9 Baturalp, 11 Karabelen, 12 Dinçer, 13 Erimer, 14 Erkan, 15 Türkoğlu,        All. Jim McGregor
Campionato europeo maschile di pallacanestro 19594 Uyguç, 6 Tezol, 7 Erim, 8 Urkon, 9 Baturalp, 10 Salnur, 11 Karabelen, 12 Büyükaycan, 13 Yalçıner, 14 Demir, 15 Kazaz, 16 Kaplanoğlu,        All. Samim Göreç
Campionato europeo maschile di pallacanestro 19614 Uyguç, 5 Ülkü, 6 Kaplanoğlu, 7 Kobaner, 8 Urkon, 9 Baturalp, 10 Salihoğlu, 11 Poyrazoğlu, 12 Dinçer, 13 Açıkbaş, 14 Demir, 15 Kazaz,        All. -
Campionato europeo maschile di pallacanestro 19634 Uyguç, 5 Hoşgör, 6 Kaplanoğlu, 7 Kobaner, 8 Ülkü, 9 Baturalp, 10 Salnur, 11 Dağlı, 12 Büyükaycan, 13 Esel, 14 Demir, 15 Kozluca,        All. Yalçın Granit
Campionato europeo maschile di pallacanestro 19714 Tan, 5 Küce, 6 Vekiloğlu, 7 Durusel, 8 İlkbaşaran, 9 Erdenay, 10 Ersözlü, 11 Tosun, 12 İnce, 13 Sürücü, 14 Güney, 15 Alp,        All. Mehmet Baturalp
Campionato europeo maschile di pallacanestro 19734 Tan, 5 Ersözlü, 6 Ton, 7 Hakyemez, 8 Örs, 9 Erdenay, 10 Durusel, 11 Tosun, 12 Poyrazoğlu, 13 İnce, 14 Dağlı, 15 Güney,        All. Mehmet Baturalp
Campionato europeo maschile di pallacanestro 19754 Germen, 5 Küce, 6 Vekiloğlu, 7 Hakyemez, 8 Kısagün, 9 Erdenay, 10 Durusel, 11 Tosun, 12 Poyrazoğlu, 13 İnce, 14 Aydan, 15 Akıncı,        All. Mehmet Baturalp
Campionato europeo maschile di pallacanestro 19814 Koçyiğit, 5 Erçin, 6 Güler, 7 Hakyemez, 8 Gürkan, 9 Turam, 10 Kunter, 11 Döğüşken, 12 Soydaş, 13 Aydan, 14 Olcay, 15 Arısan,        All. Aydan Siyavuş
Campionato europeo maschile di pallacanestro 19934 Koşan, 5 Saybir, 6 Konuk, 7 Ene, 8 Aydın, 9 Erdenay, 10 Apaydın, 11 Topsakal, 12 Büyükaycan, 13 Oyguç, 14 Arıboğan, 15 Çakırgil,        All. Nur Germen
Campionato europeo maschile di pallacanestro 19954 Konuk, 5 Türkcan, 6 Evliyaoğlu, 7 Ene, 8 Kutluay, 9 Erdenay, 10 Apaydın, 11 Topsakal, 12 Büyükaycan, 13 Oyguç, 14 Arıboğan, 15 Yıldırım,        All. Çetin Yılmaz
Campionato europeo maschile di pallacanestro 19974 Konuk, 5 Tunçeri, 6 Türkcan, 7 Ene, 8 Aydın, 9 Erdenay, 10 Kutluay, 11 Evliyaoğlu, 12 Beşok, 13 Oyguç, 14 Girgin, 15 Sarıca,        All. Ercüment Sunter
Campionato europeo maschile di pallacanestro 19994 Tunçeri, 5 Türkoğlu, 6 Türkcan, 7 Erden, 8 Konuk, 9 Yıldırım, 10 Kutluay, 11 Okur, 12 Beşok, 13 Oyguç, 14 Pars, 15 Sarıca,        All. Erman Kunter
Campionato europeo maschile di pallacanestro 20014 Tunçeri, 5 Türkoğlu, 6 Türkcan, 7 Ene, 8 Pars, 9 Erdenay, 10 Kutluay, 11 Peker, 12 Beşok, 13 Okur, 14 Yıldırım, 15 Onan,        All. Aydın Örs
Campionato europeo maschile di pallacanestro 20034 Tunçeri, 5 Türkoğlu, 6 Türkcan, 7 Arslan, 8 Gönlüm, 9 Başak, 10 Kutluay, 11 Peker, 12 Beşok, 13 Okur, 14 Yıldırım, 15 Onan,        All. Aydın Örs
Campionato europeo maschile di pallacanestro 20054 Tunçeri, 5 Kuqo, 6 Türkcan, 7 Arslan, 8 Akyol, 9 Erdoğan, 10 Kutluay, 11 Solak, 12 Gönlüm, 13 Okur, 14 Peker, 15 Türkoğlu,        All. Bogdan Tanjević
Campionato europeo maschile di pallacanestro 20074 Arslan, 5 Kuqo, 6 Atsür, 7 Akyol, 8 İlyasova, 9 Erden, 10 Demirel, 11 Kutluay, 12 Gönlüm, 13 Okur, 14 Peker, 15 Türkoğlu,        All. Bogdan Tanjević
Campionato europeo maschile di pallacanestro 20094 Yarangüme, 5 Güler, 6 Atsür, 7 Onan, 8 İlyasova, 9 Erden, 10 Tunçeri, 11 Savaş, 12 Aşık, 13 Arslan, 14 Hersek, 15 Türkoğlu,        All. Bogdan Tanjević
Campionato europeo maschile di pallacanestro 20114 Akyol, 5 Güler, 6 Preldžič, 7 Onan, 8 İlyasova, 9 Türkyılmaz, 10 Tunçeri, 11 Savaş, 12 Aşık, 13 Arslan, 14 Kanter, 15 Türkoğlu,        All. Orhun Ene
Campionato europeo maschile di pallacanestro 20134 Balbay, 5 Preldžič, 6 Güler, 7 Batuk, 8 İlyasova, 9 Erden, 10 Çetin, 11 Savaş, 12 Gönlüm, 13 Arslan, 14 Aşık, 15 Türkoğlu,        All. Bogdan Tanjević
Campionato europeo maschile di pallacanestro 20154 Özmızrak, 5 Güler, 6 Osman, 7 Hersek, 8 İlyasova, 9 Erden, 10 Mahmutoğlu, 11 Savaş, 12 Korkmaz, 13 Muhammed, 14 Köksal, 15 Aldemir,        All. Ergin Ataman
Campionato europeo maschile di pallacanestro 20172 Veyseloğlu, 4 Balbay, 5 Güler, 6 Osman, 7 Hersek, 9 Erden, 10 Mahmutoğlu, 19 Aldemir, 21 Şanlı, 22 Korkmaz, 25 Sipahi, 61 Köksal,        All. Ufuk Sarıca
Campionato europeo maschile di pallacanestro 20220 Larkin, 2 Hazer, 5 Bitim, 6 Osman, 9 Saybir, 10 Mahmutoğlu, 12 Kabaca, 19 Tuncer, 21 Şanlı, 22 Korkmaz, 23 Şengün, 00 Osmani,       All. Ergin Ataman

### Giochi del Mediterraneo
Pallacanestro ai I Giochi del MediterraneoAlkan, Demir, Diyarbakırlı, Granit, Gülçelik, Okaya, Partener, Seldüz, Sevin, Taşlıca, Yalım, All. -
Pallacanestro ai V Giochi del MediterraneoAlp, Büyükaycan, Dağlı, Danişment, Erdenay, Gönülşen, İlkbaşaran, Kaplanoğlu, Kozluca, Küce, Okan, Poyrazoğlu, Tahir, Tunçeri, Uyguç, Vardaroğlu, All. Michael Prekopiak
Pallacanestro ai IX Giochi del MediterraneoArıboğan, Artış, Aydan, Engül, Ercen, Güler, Koçyiğit, Kunter, Sonat, Turam, Üner, All. Aydan Siyavuş
Pallacanestro maschile ai X Giochi del MediterraneoArıboğan, Aydan, Bayav, Büyükaycan, Ene, Kunter, Oktay, Oyguç, Özal, Topsakal, Turam, Yörükoğlu, All. Aydan Siyavuş
Pallacanestro maschile ai XV Giochi del MediterraneoArslan, Aydemir, Çetintahra, Demiral, Kuqo, Öz, Özcan, Özer, Pastal, Peker, Tunçeri, Veyseloğlu, All. Bogdan Tanjević
Pallacanestro maschile ai XVI Giochi del MediterraneoAkpınar, Güler, Altıntığ, Atsür, Çankaya, Demir, Demirel, Hersek, Nalga, Şahin, Solak, Veyseloğlu, All. Alaeddin Yakan
Pallacanestro ai XVII Giochi del Mediterraneo4 Balbay, 5 Mutaf, 6 Ermiş, 7 Hersek, 8 Batuk, 9 Türkyılmaz, 10 Nalga, 11 Savaş, 12 Bayav, 13 Mahmutoğlu, 14 Kılıçlı, 15 Çetin,        All. Bogdan Tanjević

## Nazionali giovanili
- Selezioni giovanili della nazionale di pallacanestro della Turchia